# Wahlkreis Nr. 3 (Senat der Republik Polen)
Der Wahlkreis Nr. 3 (polnisch Okręg wyborczy nr 3) ist ein seit 2011 bestehender Wahlkreis für die Wahl des Senats der Republik Polen und wurde auf Grundlage des Kodeks wyborczy vom 5. Januar 2011 (Dz.U. 2011 nr 21 poz. 112) errichtet. Das Gebiet des Wahlkreises Nr. 3 war bis dahin ein Teil des Wahlkreises Nr. 1. Die erste Wahl, die im Wahlkreis stattfand, war die Parlamentswahl am 9. Oktober 2011.
Der Wahlkreis umfasst nach dem Anlage Nr. 2 (Załącznik nr 2) des Kodeks wyborczy in der letzten Bekanntmachung vom 22. Februar 2019 (Dz.U. 2019 poz. 684) die kreisfreie Stadt Legnica und die Powiate Głogowski, Legnicki, Lubiński und Polkowicki der Woiwodschaft Niederschlesien (Województwo dolnośląskie).
Der Sitz der Wahlkreiskommission ist Legnica.

## Wahlkreisvertreter
| WP    | Wahl | Senator | Senator          | Wahlkomitee               |
| ----- | ---- | ------- | ---------------- | ------------------------- |
| VIII. | 2011 |         | Dorota Czudowska | KW Prawo i Sprawiedliwość |
| IX.   | 2015 |         | Dorota Czudowska | KW Prawo i Sprawiedliwość |

## Wahlergebnisse

### Parlamentswahl 2011
Die Wahl fand am 9. Oktober 2011 statt.
Keiner der amtierenden Senatoren des ehemaligen Wahlkreises Nr. 1 kandidierte im neuen Wahlkreis Nr. 3: Tomasz Misiak, Mitglied des Senats seit 2005, trat im Wahlkreis Nr. 6 für die KWW Rafał Dutkiewicz an, verpasste aber den erneuten Einzug. Swakoń Jacek, Senator in seiner ersten Amtszeit, kandidierte erneut für den Sejm, dem er von 1997 bis 2001 angehörte, diesmals für die KW Polska Jest Najważniejsza im Wahlkreis Nr. 1, konnte aber kein Mandat erringen. Auch Witold Idczak (KW Prawo i Sprawiedliwość) bewarb sich um ein Mandat für den Sejm im selben Wahlkreis wie Jacek, blieb aber ebenso erfolglos.
Dorota Czudowska, Medizinerin und Mitglied des Woiwodschaftssejmik Niederschlesiens seit 2006, setzte sich nur knapp mit 301 mehr Stimmen (0,2 Prozentpunkte) gegen den Theaterregisseur Jacek Głomb durch. Für Czudowska war es nach ihrer Amtszeit als Senatorin in der IV. Wahlperiode (1997–2001) die 2. Amtszeit.
| # | Kandidat | Kandidat                      | Wahlkomitee                     | Stimmen | Prozent |
| - | -------- | ----------------------------- | ------------------------------- | ------- | ------- |
| 1 |          | Dorota Czudowska              | KW Prawo i Sprawiedliwość       | 45.167  | 29,50 % |
| 2 |          | Wacław Demecki                | KW Polskie Stronnictwo Ludowe   | 8.644   | 5,64 %  |
| 3 |          | Jacek Kazimierz Głomb         | KW Platforma Obywatelska RP     | 44.866  | 29,30 % |
| 4 |          | Zenona Krystyna Mielnikiewicz | KW Sojusz Lewicy Demokratycznej | 20.999  | 13,71 % |
| 5 |          | Adam Stanisław Myrda          | KWW Rafał Dutkiewicz            | 33.452  | 21,85 % |

Wahlberechtigte: 330.527 – Wahlbeteiligung: 47,74 % – Quelle: Dz.U. 2011 nr 218 poz. 1295

### Parlamentswahl 2015
Die Wahl fand am 25. Oktober 2015 statt.
Dorota Czudowska verteidigte ihr Mandat gegen Piotr Borys, Mitglied des Europäischen Parlaments in der 7. Wahlperiode (2009–2014), und Ireneusz Pasis, Gewerkschaftler in Lubin. Für sie ist es die 3. Amtszeit.
| # | Kandidat | Kandidat              | Wahlkomitee                 | Stimmen | Prozent |
| - | -------- | --------------------- | --------------------------- | ------- | ------- |
| 1 |          | Piotr Borys           | KW Platforma Obywatelska RP | 54.640  | 34,70 % |
| 2 |          | Dorota Czudowska      | KW Prawo i Sprawiedliwość   | 68.447  | 43,47 % |
| 3 |          | Ireneusz Stefan Pasis | KKW JOW Bezpartyjni         | 34.364  | 21,83 % |

Wahlberechtigte: 326.073 – Wahlbeteiligung: 50,16 % – Quelle: Dz.U. 2015 poz. 1732